# Charowsk
Charowsk (russisch Харовск) ist eine Stadt in Nordwestrussland. Sie liegt in der Oblast Wologda und hat 10.079 Einwohner (Stand 14. Oktober 2010).

## Geographie
Die Stadt liegt etwa 90 km nördlich der Oblasthauptstadt Wologda an der Kubena, einem Quellfluss der Suchona, und damit der Nördlichen Dwina.
Charowsk ist Verwaltungszentrum des gleichnamigen Rajons.

## Geschichte
Charowsk entstand um 1900 beim Bau der Eisenbahnstrecke Wologda–Archangelsk als Kubino, hieß zwischenzeitlich Leschtschowo und Charowski, bis es 1954 unter dem heutigen Namen Stadtrecht erhielt.

### Bevölkerungsentwicklung
| Jahr | Einwohner |
| ---- | --------- |
| 1926 | 500       |
| 1939 | 7.449     |
| 1959 | 11.260    |
| 1970 | 14.102    |
| 1979 | 12.859    |
| 1989 | 13.083    |
| 2002 | 11.460    |
| 2010 | 10.079    |

Anmerkung: Volkszählungsdaten (1926 gerundet)